# Coppa della Pace
Die Coppa della Pace-Trofeo Fratelli Anelli ist ein italienisches Eintagesrennen im Straßenradsport für U23-Männer.
Start- und Zielort ist Sant’Ermete, ein Ortsteil der Gemeinde Santarcangelo di Romagna in der Provinz Rimini (Region Emilia-Romagna). Austragungszeitpunkt ist in der Regel der Pfingstsonntag. Start und Ziel ist am Sitz des Hauptsponsors. Als werden erstes drei große Runden mit ca. 23 km und anschließend 8 kleinere Runden mit ca. 12 km gefahren.
Der Wettbewerb wird seit 1971 ausgetragen und war bis 2004 ein Eintagesrennen ein Amateurrennen. Seit 2005 ist es Teil der UCI Europe Tour in der Kategorie 1.2, seit 2019 eingeschränkt auf Fahrer aus der U23.
Veranstalter sind zwei lokale Sportvereinene, Pedale Riminese und Polisportiva Sant’Ermete.

## Sieger
Unter den Siegern finden sich einige Rennfahrer, welche zu einem späteren Zeitpunkt größere, wichtigere Radrennen gewonnen haben, wie unter anderem Paolo Savoldelli, Evgueni Petrov, Wassil Kiryjenka und Ben Swift.
- 1971  Davide Ruscelli
- 1972  Mauro Ubaldini
- 1973  Adriano Zannoni
- 1974  Clyde Sefton
- 1975  Alfio Vandi
- 1976 keine Austragung
- 1977  Daniele Caroli
- 1978  Marco Vitali
- 1979  Claudio Savini
- 1980  Ercole Borghini
- 1981  Filippo Piersanti
- 1982  Fabio Patuelli
- 1983  Massimo Liverani
- 1984  Francesco Rossignoli
- 1985  Stefano Arlotti
- 1986  Davide Carli
- 1987  Davide Carli
- 1988  Andrea Moretti
- 1989  Davide Negrini
- 1990  Stefano Sartori
- 1991  Giampaolo Verdi
- 1992  Filippo Simeoni
- 1993  Davide Dall’Olio
- 1994  Giuseppe Tartaggia
- 1995  Paolo Savoldelli
- 1996  Gabriele Balducci
- 1997  Maurizio Caravaggio
- 1998  Paolo Bossoni
- 1999  Martin Derganc
- 2000  Evgueni Petrov
- 2001  Guido Balbis
- 2002  Alexander Bespalov
- 2003  Riccardo Riccò
- 2004  Błażej Janiaczyk
- 2005  Wassil Kiryjenka
- 2006  Alexander Filippow
- 2007  Marco Cattaneo
- 2008  Ben Swift
- 2009  Jegor Silin
- 2010  Fabio Piscopiello
- 2011  Andrei Solomennikow
- 2012  Ruslan Tleubayev
- 2013  Alessio Taliani
- 2014  Luca Ceolan
- 2015  Simone Velasco
- 2016 abgebrochen[1]
- 2017  Nicola Gaffurini
- 2018  Matteo Sobrero
- 2019  Georg Zimmermann
- 2020 wegen COVID-19-Pandemie abgesagt
- 2021  Daan Hoole
- 2022  Federico Guzzo
- 2023  Matteo Scalco
- 2024  Kevin Pezzo Rosola
- 2025  Diego Bracalente